# Mycetophila lobulata
Mycetophila lobulata är en tvåvingeart som beskrevs av Zaitzev 1999. Mycetophila lobulata ingår i släktet Mycetophila och familjen svampmyggor. Arten är reproducerande i Sverige. Inga underarter finns listade i Catalogue of Life.